# Widsith
Widsith es un poema en inglés antiguo de 143 líneas que data del siglo IX y se basa en las primeras tradiciones orales de la poesía anglosajona. El poema, que solo sobrevive en el manuscrito conocido como Libro de Exeter, está dividido en tres catálogos o þulas. La primera þula recorre la historia de varios reyes reconocidos, tanto contemporáneos como antiguos. La segunda contiene los nombres de las personas que el narrador visitó y, en la tercera y última, el narrador lista los héroes míticos y de leyenda que había visitado.
El poema contiene la primera mención de los vikingos por nombre (líneas 47, 59 y 80). Cierra con un breve comentario de la importancia de los poemas como Widsith, con muchos recordatorios de la generosidad ofrecida por los trovadores. El nombre del poeta, Widsith, significa 'lejano viajero'. 

Hroþwulf ond Hroðgar heoldon lengest
sibbe ætsomne suhtorfædran
siþþan hy forwræcon wicinga cynn
ond Ingeldes ord forbigdan
forheowan aet Heorote Heaðobeardna þrym.
:Hroðulf y Hroðgar mantenían la más larga
paz juntos, tío y sobrino,
desde que repelieron al rey vikingo
e Ingeld a la lanza hecha arco,
cortada por el ejército de Heorot Heaðobard.
Widsith (v. 45-59)

El poema titulado Deor, que también procede del Libro de Exeter, tiene un contenido similar.